# Françoise Puene
Françoise Puene, aussi connue sous le pseudonyme Mamy Nyanga, est une femme d'affaires et femme politique camerounaise. Elle est présidente fondatrice du groupe hôtels Franco au Cameroun et au Royaume-Uni.
Elle est sénatrice depuis 2023 et membre du parti politique le Rassemblement démocratique du peuple camerounais (RDPC) depuis 1986,

## Biographie

### Enfance, scolarité et débuts
Françoise Puene est née à Bafang dans les grassfields du Haut-Nkam dans l'ouest Cameroun d'une famille polygame, son père ayant deux femmes. Françoise Puene grandit dans une famille de 15 enfants  dont huit sont de sa mère. Son père, catéchiste, conducteur à la mairie et propriétaire d'un débit de boissons, les fait grandir dans la ville de Bafang. Sa mère est membre de la famille royale de Fondjomekwet et agricultrice. Lors des soirées, son père rassemble sa famille pour le tolly tolly, de longues séances de narration des épopées de la tradition.
Françoise Puene est titulaire d'un Master of Business Administration (MBA) de l'université de Nantes en France.

### Carrière

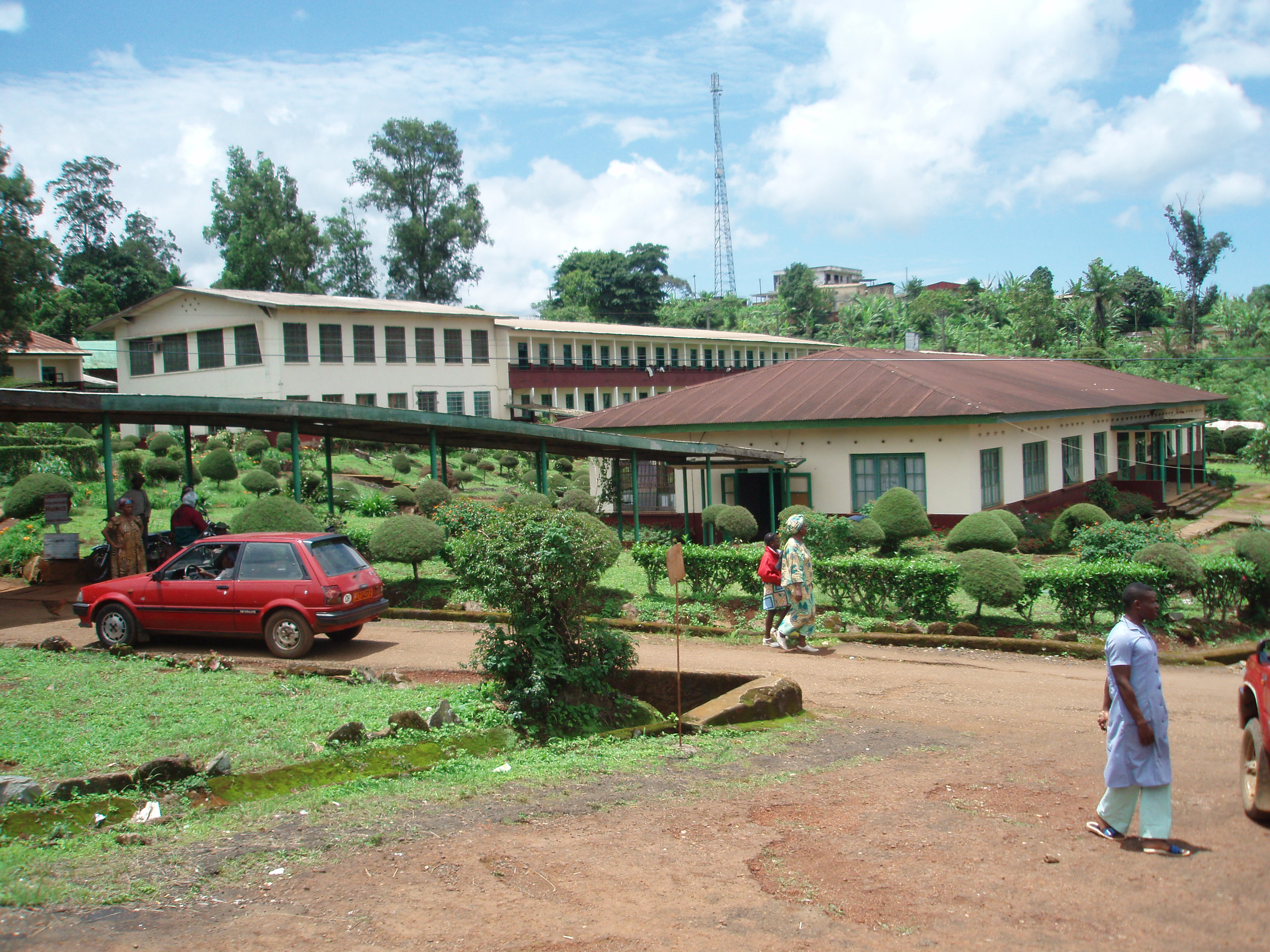
Hôpital Ad Lucem de Bafang, où Françoise Puene a travaillé comme infirmière.

Françoise Puene commence sa carrière dans le commerce agro-alimentaire, puis dans le textile, la prestation de service et enfin dans l'immobilier.

#### Infirmière et commerçante
Infirmière, Françoise Puene a obtenu le concours d'infirmière de Bafoussam en 1986,. Elle est par la suite recrutée à l'hôpital Ad Lucem de Banka.
Travaillant à mi-temps à l'hôpital, elle accepte qu'une amie lui laisse des vêtements achetés à Cotonou. Françoise Puene reste vendre ces étoffes à son réseau de relations sur place. Elle fait le commerce en vendant des beignets et haricots et finalement va à Cotonou pour acheter les vêtements qu'elle revend à Lagos (Nigeria) ainsi qu'à Limbé et ailleurs au Cameroun,. Elle quitte finalement Bafang et ouvre le plus grand bar de Bafoussam. Elle s'installe par la suite à Yaoundé pour participer aux marchés publics. Elle est incarcérée et reste 13 mois à la prison centrale de Douala, expérience qui la pousse à créer une association d'aide aux détenus,.

#### Hôtelière et entrepreneure du bâtiment
De Bayam-sellam, elle devient gérante de plusieurs entreprises, dont l’hôtel Franco. Elle sollicite Joseph Kadji Defosso, lui aussi originaire du Haut-Nkam et dont elle se considère la fille adoptive[réf. nécessaire], pour terminer les travaux d'un de ses immeubles en construction à Yaoundé.

#### Style
Grande de taille, fine et cheveux coupés courts, elle a un style vestimentaire  souvent veste sombre, chemise et cravate qui la fait remarquer et lui vaut le surnom de Mamy Nyanga (« dame coquette »). Elle utilise sa notoriété pour motiver et coacher de jeunes entrepreneuses au Cameroun et en Afrique,.

#### Politique
Elle affirme son soutien au président Paul Biya dans le cadre du mouvement des « biyayistes », dont elle est la présidente nationale[source insuffisante]. Elle est membre du RDPC, comme la regrettée Françoise Foning, qu'elle considère comme un mentor.

### Vie privée
Françoise Puene est la compagne du professeur et ancien ministre Augustin Kontchou Kouomegni. Elle est mère de deux enfants issus de son mariage à la chefferie Banka.